# Jacek Nagłowski
Jacek Nagłowski (ur. 31 lipca 1978 w Częstochowie) – polski reżyser, scenarzysta i producent filmowy.
Absolwent I Społecznego Liceum im. Zbigniewa Herberta STO w Częstochowie. Student Uniwersytetu Jagiellońskiego (Filozofia, Filmoznawstwo i Astronomia). Scenarzysta i reżyser spektaklu profilaktycznego Smak Życia na zlecenie Krakowskiego Biura Promocji Kultury. Przedstawiciel młodego pokolenia reżyserów offowych. Twórca głośnego filmu fabularnego Katatonia.
14 października 2005 w Warszawie, z jego inicjatywy (oraz Piotra Szczepańskiego i Bartosza Konopki) zostało powołane do życia Stowarzyszenie Filmowe Film 1, 2. Inicjatywa ma na celu działania ułatwiające filmowcom realizację ich pierwszego, bądź drugiego filmu.

## Filmografia
- 2016 – Las, 4 rano (Koproducent),
- 2015 – Deer Boy (Producent),
- 2015 – Lila (Producent),
- 2015 – Mnich z morza (Producent),
- 2014 – Gottland (Koproducent),
- 2013 – Powrót Agnieszki H. (Producent),
- 2012 – W cieniu (Producent),
- 2012 – Ve Stinu (Koproducent),
- 2011 – Daleko od miasta (Producent),
- 2010 – Antoni w cieniu (Producent),
- 2010 – Kwiekulik (Producent),
- 2010 – La Machina (Producent),
- 2009 – Nie opuszczaj mnie (Kierownictwo produkcji (zdjęcia główne), Producent),
- 2008 – Gugara (Producent, Operator kamery, Scenariusz, Reżyseria, Montaż, Dźwięk),
- 2008 – Na niebie, na ziemi (Koproducent),
- 2007 – Andrzej Barański (Producent wykonawczy),
- 2006 – Klinika (Producent),
- 2004 – Pogrzeby to nasze życie (Asystent reżysera),
- 2004 – Alwernia (Współpraca reżyserska),
- 2004 – Katatonia (Reżyseria, scenariusz, produkcja).

## Nagrody filmowe
- 2012 – W cieniu 9 statuetek Czeski Lwów 2012 w tym za najlepszą reżyserię, najlepsze zdjęcia, najlepszy film.
- 2011 – Kwiekulik Kraków (Krakowski Festiwal Filmowy - Konkurs Polski; do roku 2000 Ogólnopolski Festiwal Filmów Krótkometrażowych) Wyróżnienie za "wartościowe przywołanie tradycji polskiej awangardy"
- 2010 – La Machina Nagroda Publiczności Planet Doc Review
- 2010 – La Machina Grand Prix - Roshd International Film Festival
- 2009 – Gugara Łódź (Festiwal Mediów "Człowiek w zagrożeniu") Nagroda Wytwórni Filmów Oświatowych i Programów Edukacyjnych
- 2009 – Gugara Lublin (Międzynarodowe Dni Filmu Dokumentalnego "Rozstaje Europy") II Nagroda za "ukazanie, w niezwykle sugestywny i dojrzały artystycznie sposób, wpływu Nowego Świata na tożsamość Małych Narodów"; w Konkursie Krótkometrażowym
- 2008 – Klinika Gliwice (Festiwal Filmowy "Drzwi") Złota Framuga w kategorii: niezależny film dokumentalny
- 2008 – Gugara Wrocław (Międzynarodowy Festiwal Filmowy "Nowe Horyzonty"; do roku 2010 "Era Nowe Horyzonty") Nagroda za najlepszy debiut reżyserski w konkursie "Nowe Filmy Polskie"
- 2008 – Gugara Parnu (International Documentary and Anthropology Festival) Grand Prix
- 2008 – Gugara Kraków (Krakowski Festiwal Filmowy - Konkurs Polski) Nagroda Prezesa Telewizji Polskiej
- 2008 – Gugara Kraków (Krakowski Festiwal Filmowy - Konkurs Polski; do roku 2000 Ogólnopolski Festiwal Filmów Krótkometrażowych) Grand Prix "Złoty Lajkonik" (do 1964 "Złoty Smok Wawelski")
- 2008 – Gugara Cinema du Reel Nagroda "The Intangible Heritage Award"
- 2007 – Klinika Wrocław (MFF "Ofensiva") II Nagroda w kategorii: Dokument
- 2007 – Klinika Wrocław (Wrocławski Festiwal Filmowy "Najnowsze Kino Polskie - Cinegrad") Nagroda Główna
- 2007 – Klinika Tarnobrzeg (Festiwal Filmów Niezależnych "Bartoszki Film Festival") II miejsce
- 2007 – Klinika Neubrandenburg-Szczecin (Europejski Festiwal Filmowy "Dokument ART") Nagroda Główna
- 2007 – Klinika Łódź (Festiwal Mediów "Człowiek w zagrożeniu") Nagroda Studia OPUS FILM
- 2007 – Klinika Kraków (Festiwal "Slamdance on The Road") Nagroda Główna
- 2007 – Klinika Jelenia Góra (Festiwal Niezależnych Filmów Komediowych "Barejada") Nagroda w kategorii: Studencki film dokumentalny
- 2007 – Klinika Częstochowa (do roku 2014 Rzeszów) (Festiwal Filmów Optymistycznych "Multimedia Happy End") Nagroda dla najlepszego studenckiego filmu dokumentalnego
- 2006 – Klinika Zielona Góra (Letni Festiwal - Kino Niezależne "Filmowa Góra") "Mały Pagórek" w kategorii: dokument i paradokument
- 2006 – Klinika Zielona Góra (Letni Festiwal - Kino Niezależne "Filmowa Góra") Nagroda Główna "Filmowy Pagórek"
- 2006 – Klinika Wrocław (Międzynarodowy Festiwal Filmowy "Nowe Horyzonty"; do roku 2010 "Era Nowe Horyzonty") Nagroda w kategorii filmów dokumentalnych
- 2006 – Klinika Kraków (Krakowski Festiwal Filmowy - Konkurs Polski) Dyplom Honorowy
- 2004 – Katatonia Poznań (MFF "OFF CINEMA") nagroda Złoty Zamek za prawdziwie niezależną, nieschematyczną wypowiedź, wyrażającą świadomość pokolenia młodych inteligentów
- 2004 – Katatonia Gdynia (Festiwal Polskich Filmów Fabularnych) Nagroda Główna (w konkursie kina niezależnego) fragment uzasadnienia werdyktu jury: film przy użyciu oszczędnych środków filmowych dotyka lęków pokolenia przeżywającego szok dojrzałości